# William Beckman
William "Bill" Beckman (12. maj 1881 i New York – 14. juni 1933 i Queens) var en amerikansk bryder som deltog i OL 1904 i St. Louis.
Beckman vandt en sølvmedalje i brydning under OL 1904 i St. Louis. Han kom på en andenplads i brydning, i fristil i vægtklassen weltervægt efter Charles Ericksen fra Norge.